# Sacha Briquet
Sacha Briquet, eig. Alexandre Edouard Albert Briquet (Neuilly-sur-Seine, 16 april 1930 - Deauville, 17 juli 2010) was een Frans acteur. Hij speelde de rol van Monsieur Albert Travling in het kinderprogramma L'Île aux enfants. Zijn filmcarrière liep vanaf 1950. Sacha Briquet speelde talrijke bijrollen en speelde ook veel theater.

## Filmografie
- 1950: Sous le ciel de Paris van Julien Duvivier
- 1950: Demain nous divorçons van Louis Cuny
- 1955: La tour de Nesle van Abel Gance
- 1956: Printemps à Paris van Jean-Claude Roy
- 1956: Pas de pitié pour les caves van Henri Lepage
- 1957: Miss Pigalle van Maurice Cam
- 1957: Mademoiselle et son gang van Jean Boyer
- 1957: Sénéchal le magnifique van Jean Boyer
- 1958: Énigme aux Folies-Bergère van Jean Mitry
- 1958: L'Increvable van Jean Boyer
- 1958: Premier mai van Luis Saslavsky
- 1958: La Marraine de Charley van Pierre Chevalier
- 1958: Un témoin dans la ville van Edouard Molinaro
- 1959: Archimède le clochard van Gilles Grangier
- 1959: La Fleur au fusil van Helmut Kautner
- 1959: Les Bonnes femmes van Claude Chabrol
- 1960: Merci Natersia van Pierre Kast
- 1961: Amélie ou le temps d'aimer van Michel Drach
- 1961: Le Gigolo van Jacques Deray
- 1960: Les Godelureaux van Claude Chabrol
- 1961: Le Caporal épinglé van Jean Renoir
- 1962: Les Livreurs van Jean Girault
- 1962: Match contre la mort van Claude Bernard-Aubert
- 1962: Ophélia van Claude Chabrol
- 1962: Landru van Claude Chabrol
- 1963: Les Plus Belles Escroqueries du monde, sketch L'homme qui vendit la Tour Eiffel van Claude Chabrol
- 1967: Un monsieur de compagnie van Philippe de Broca
- 1964: Le Gendarme de Saint-Tropez van Jean Girault
- 1967: Benjamin ou les Mémoires d'un puceau van Michel Deville
- 1968: Ne jouez pas avec les Martiens van Henri Lanoë
- 1970: L'Aveu van Costa-Gavras
- 1977: Le Paradis des riches van Paul Barge
- 1984: La Vengeance du serpent à plumes van Gérard Oury
- 1985: Lift show van Christian Le Hémonet (kortfilm)
- 1987: Funny Boy van Christian Le Hémonet
- 1989: Eye of the widow van Andrew V. McLaglen
- 1989: Un week-end sur deux van Nicole Garcia
- 1993: Le Roi de Paris van Dominique Maillet
- 1992: L'Accompagnatrice van Claude Miller
- 1994: Le Fils de Gascogne van Pascal Aubier
- 1995: Pédale douce van Gabriel Aghion
- 1998: Belle Maman van Gabriel Aghion
- 1999: Monsieur Naphtali van Olivier Schatzky
- 2002: Ma femme... s'appelle Maurice van Jean-Marie Poiré
- 2005: Les Irréductibles van Renaud Bertrand
- 2010: Nous trois van Renaud Bertrand